# Scintille di musica

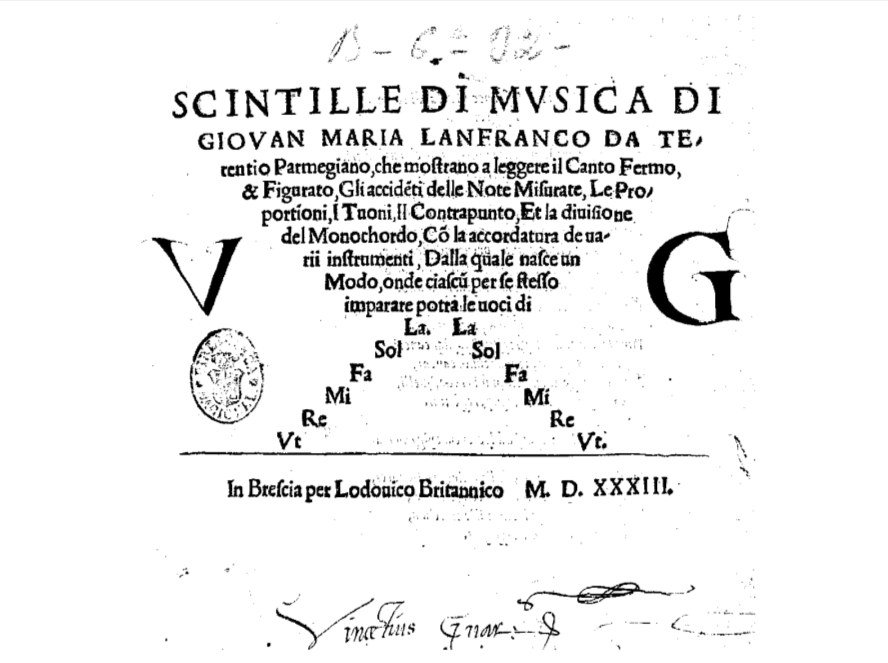
Scintille di musica Titelseite

Scintille di musica ist ein musiktheoretisches Werk von Giovanni Maria Lanfranco, das 1533 in vier Bänden in Brescia gedruckt wurde.
Das Werk ist praxisorientiert und zeichnet sich durch eine klare Darstellung aus, da es auch als Einführungswerk für musikalische Anfänger genutzt werden sollte. Es werden darin Solmisation, Modi, Kontrapunkt, Instrumentation, Choralnotation und Mensuralnotation behandelt, Letzteres erstmals mit Regeln für die Textierung. Gioseffo Zarlino übernahm aus den Regeln zur Textierung teilweise ganze Formulierungen in seinen Werken. Behandelt wird auch die Stimmung der Instrumente, wobei das Konzept der gleichschwebenden Temperatur vorweggenommen wird. Lanfranco differenziert erstmals musikalische Grundsätze nach Gattungen und ansatzweise nach historischen Phasen. Der spekulative mittelalterliche Teil der Musikgeschichte wird dabei nur kurz behandelt.